# Selce, Tolmin
Selce so naselje v Občini Tolmin.